# Каваниши
Каваниши (јап. 川西市) град је у Јапану у префектури Хјого. Према попису становништва из 2005. у граду је живело 157.668 становника.

## Становништво
Према подацима са пописа, у граду је 2005. године живело 157.668 становника.
| 1995.   | 2000.   | 2005.   |
| ------- | ------- | ------- |
| 144.539 | 153.762 | 157.668 |